# Fussball Club Erzgebirge Aue 2021-2022
Questa voce raccoglie le informazioni riguardanti il Fussball Club Erzgebirge Aue nelle competizioni ufficiali della stagione 2021-2022.

## Stagione
Nella stagione 2021-2022 l'Erzgebirge Aue, allenato da Aleksey Shpilevski, Marc Hensel e Pavel Dočev, concluse il campionato di 2. Bundesliga al 17º posto e fu retrocesso in 3. Liga. In Coppa di Germania l'Erzgebirge Aue fu eliminato al primo turno dall'Ingolstadt 04.

## Rosa
| N. |                        | Ruolo | Calciatore         |
| -- | ---------------------- | ----- | ------------------ |
| 1  | Germania (bandiera)    | P     | Martin Männel      |
| 2  | Francia (bandiera)     | D     | Gaëtan Bussmann    |
| 3  | Lussemburgo (bandiera) | D     | Dirk Carlson       |
| 4  | Germania (bandiera)    | D     | Jannis Lang        |
| 5  | Germania (bandiera)    | C     | Clemens Fandrich   |
| 6  | Germania (bandiera)    | D     | Florian Ballas     |
| 7  | Germania (bandiera)    | C     | Jan Hochscheidt    |
| 8  | Germania (bandiera)    | A     | Tom Baumgart       |
| 9  | Germania (bandiera)    | A     | Antonio Jonjic     |
| 10 | Azerbaigian (bandiera) | C     | Dimitri Nəzərov    |
| 12 | Germania (bandiera)    | D     | Franco Schädlich   |
| 13 | Germania (bandiera)    | D     | Erik Majetschak    |
| 14 | Germania (bandiera)    | C     | Soufiane Messeguem |
| 14 | Germania (bandiera)    | A     | Jann George        |
| 16 | Serbia (bandiera)      | A     | Nikola Trujić      |

| N. |                                 | Ruolo | Calciatore          |
| -- | ------------------------------- | ----- | ------------------- |
| 17 | Germania (bandiera)             | C     | Philipp Riese       |
| 19 | Germania (bandiera)             | A     | Omar Sijarić        |
| 21 | Germania (bandiera)             | D     | Malcolm Cacutalua   |
| 23 | Germania (bandiera)             | D     | Anthony Barylla     |
| 24 | Filippine (bandiera)            | C     | John-Patrick Strauß |
| 25 | Germania (bandiera)             | P     | Philipp Klewin      |
| 26 | Germania (bandiera)             | D     | Sören Gonther       |
| 27 | Germania (bandiera)             | D     | Sascha Härtel       |
| 29 | Germania (bandiera)             | A     | Prince Osei Owusu   |
| 30 | Germania (bandiera)             | C     | Sam Schreck         |
| 31 | Germania (bandiera)             | A     | Ben Zolinski        |
| 33 | Bosnia ed Erzegovina (bandiera) | C     | Ognjen Gnjatić      |
| 34 | Lussemburgo (bandiera)          | P     | Tim Kips            |
| 40 | Tunisia (bandiera)              | D     | Ramzi Ferjani       |

## Organigramma societario
Area tecnica
- Allenatore: Pavel Dočev
- Allenatore in seconda: Philip Hauck, Marc Hensel
- Preparatore dei portieri: Daniel Haas
- Preparatori atletici: Marco Kämpfe

## Calciomercato

### Sessione estiva
| Acquisti | Acquisti           | Acquisti         | Acquisti |
| R.       | Nome               | da               | Modalità |
| -------- | ------------------ | ---------------- | -------- |
| A        | Antonio Mance      | Osijek           |          |
| C        | Sam Schreck        | Groningen        |          |
| P        | Tim Kips           | F91 Dudelange    |          |
| A        | Omar Sijarić       | Türkgücü         |          |
| D        | Dirk Carlson       | Karlsruhe        |          |
| D        | Anthony Barylla    | Saarbrücken      |          |
| D        | Ramzi Ferjani      | Nitra            |          |
| A        | Nicolas Kühn       | Bayern Monaco II |          |
| C        | Soufiane Messeguem | Wolfsburg II     |          |

| Cessioni | Cessioni         | Cessioni            | Cessioni |
| R.       | Nome             | a                   | Modalità |
| -------- | ---------------- | ------------------- | -------- |
| D        | Niklas Jeck      | Union Titus Pétange |          |
| D        | Calogero Rizzuto | Hansa Rostock       |          |
| P        | Jean-Marie Plath | Union Fürstenwalde  |          |
| A        | Pascal Testroet  | Sandhausen          |          |
| C        | Louis Samson     | Hallescher          |          |
| C        | Noah Baumann     | Eilenburg           |          |
| D        | Steve Breitkreuz | Jahn Ratisbona      |          |
| A        | Florian Krüger   | Arminia Bielefeld   |          |

### Sessione invernale
| Acquisti | Acquisti          | Acquisti       | Acquisti |
| R.       | Nome              | da             | Modalità |
| -------- | ----------------- | -------------- | -------- |
| D        | Jannis Lang       | Wolfsburg      |          |
| A        | Prince Osei Owusu | Paderborn      |          |
| A        | Jann George       | Jahn Ratisbona |          |

| Cessioni | Cessioni      | Cessioni    | Cessioni |
| R.       | Nome          | a           | Modalità |
| -------- | ------------- | ----------- | -------- |
| A        | Babacar Gueye | Kocaelispor |          |
| A        | Antonio Mance | Osijek      |          |

## Risultati

### 2. Bundesliga

#### Girone di andata
| Norimberga 25 luglio 2021, ore 13:30 CEST 1ª giornata | Norimberga         | 0 – 0 referto | Erzgebirge Aue | Max-Morlock-Stadion (11 089 spett.)\| Arbitro: \| Waschitzki-Günther \| |
| Arbitro:                                              | Waschitzki-Günther |               |                |                                                                         |

| Aue-Bad Schlema 1º agosto 2021, ore 13:30 CEST 2ª giornata | Erzgebirge Aue | 0 – 0 referto | St. Pauli | Erzgebirgsstadion (12 000 spett.)\| Arbitro: \| Heft \| |
| Arbitro:                                                   | Heft           |               |           |                                                         |

| Arbitro: | Kampka |

|             |           |            |
| Drexler 32’ | Marcatori | 86’ Härtel |

| Arbitro: | Gerach |

|           |           |                                     |
| Gueye 65’ | Marcatori | 52’ Esswein 82’ Bachmann 88’ Soukou |

| Arbitro: | Winter |

|                             |           |  |
| Porath 29’ Arp 37’ Mees 81’ | Marcatori |  |

| Arbitro: | Aarnink |

|  |           |                     |
|  | Marcatori | 29’ (rig.) Hennings |

| Arbitro: | Aytekin |

|           |           |                                           |
| Gueye 51’ | Marcatori | 4’, 48’ Stiepermann 26’ Michel 38’ Platte |

| Arbitro: | Brych |

|                                    |           |                       |
| Beste 7’ Besuschkow 11’ Albers 90’ | Marcatori | 52’ Kühn 87’ Bussmann |

| Arbitro: | Koslowski |

|            |           |                    |
| Jonjic 23’ | Marcatori | 90’ (aut.) Carlson |

| Arbitro: | Badstübner |

|                             |           |             |
| Schleusener 46’ Hofmann 67’ | Marcatori | 83’ Barylla |

| Arbitro: | Winter |

|             |           |  |
| Sijarić 62’ | Marcatori |  |

| Arbitro: | Bacher |

|         |           |             |
| Kerk 4’ | Marcatori | 45’ Nəzərov |

| Arbitro: | Günsch |

|                 |           |  |
| Jonjic 34’, 45’ | Marcatori |  |

| Arbitro: | Alt |

|                    |           |                     |
| Verhoek 37’ (rig.) | Marcatori | 19’ Kühn 66’ Jonjic |

| Arbitro: | Braun |

|            |           |                         |
| Jonjic 85’ | Marcatori | 62’ Pfeiffer 75’ Seydel |

| Arbitro: | Dankert |

|                                                  |           |  |
| Schmid 7’ Veljković 19’ Ducksch 53’ Füllkrug 57’ | Marcatori |  |

| Arbitro: | Brych |

|  |           |                   |
|  | Marcatori | 61’ Königsdörffer |

#### Girone di ritorno
| Arbitro: | Thomsen |

|                |           |                      |
| Hochscheidt 8’ | Marcatori | 2’, 22’, 81’ Dovedan |

| Arbitro: | Alt |

|                        |           |                         |
| Medić 30’ Amenyido 90’ | Marcatori | 17’ Zolinski 72’ Trujić |

| Arbitro: | Aarnink |

|  |           |                                                       |
|  | Marcatori | 36’ Terodde 38’ Vindheim 51’, 63’ Latza 72’ Pieringer |

| Arbitro: | Bacher |

|                                |           |  |
| Soukou 44’ (rig.) Kinsombi 69’ | Marcatori |  |

| Arbitro: | Heft |

|                            |           |                                           |
| Trujić 79’ Hochscheidt 84’ | Marcatori | 19’ Bartels 38’ (aut.) Gonther 90’ Wriedt |

| Arbitro: | Schröder |

|                                     |           |           |
| Hennings 5’, 90’ Ginczek 51’ (rig.) | Marcatori | 77’ Owusu |

| Arbitro: | Siewer |

|                                  |           |                                             |
| Srbeny 26’ Ademi 89’ Correia 90’ | Marcatori | 63’ (rig.), 70’ (rig.) Nəzərov 65’ Zolinski |

| Arbitro: | Badstübner |

|           |           |  |
| Owusu 23’ | Marcatori |  |

| Arbitro: | Aarnink |

|                                           |           |  |
| Glatzel 14’ Kittel 45’ Heyer 75’ Reis 83’ | Marcatori |  |

| Arbitro: | Alt |

|  |           |                                     |
|  | Marcatori | 54’ Hofmann 67’ Wanitzek 85’ Lorenz |

| Arbitro: | Heft |

|                                    |           |                        |
| Schmidt 25’ Musliu 28’ Poulsen 90’ | Marcatori | 69’ Jonjic 89’ Gonther |

| Arbitro: | Bacher |

|            |           |                                 |
| Trujić 54’ | Marcatori | 3’ Börner 23’ Weydandt 75’ Kerk |

| Arbitro: | Burda |

|  |           |                   |
|  | Marcatori | 54’, 79’ Zolinski |

| Arbitro: | Cortus |

|                             |           |                                |
| Fröde 8’ (aut.) Nəzərov 45’ | Marcatori | 25’ (rig.) Verhoek 52’ Behrens |

| Arbitro: | Dingert |

|                                                            |           |  |
| Pfeiffer 16’ Skarke 18’, 39’ Manu 19’ Honsak 74’ Kempe 90’ | Marcatori |  |

| Arbitro: | Brand |

|  |           |                                     |
|  | Marcatori | 49’ Friedl 90’ Füllkrug 90’ Schmidt |

| Arbitro: | Günsch |

|  |           |          |
|  | Marcatori | 53’ Kühn |

### Coppa di Germania
| Arbitro: | Siebert |

|                     |           |              |
| Bilbija 6’ Kaya 79’ | Marcatori | 67’ Zolinski |

## Statistiche

### Statistiche di squadra
| Competizione      | Punti | In casa | In casa | In casa | In casa | In casa | In casa | In trasferta | In trasferta | In trasferta | In trasferta | In trasferta | In trasferta | Totale | Totale | Totale | Totale | Totale | Totale | DR  |
| Competizione      | Punti | G       | V       | N       | P       | Gf      | Gs      | G            | V            | N            | P            | Gf           | Gs           | G      | V      | N      | P      | Gf     | Gs     | DR  |
| ----------------- | ----- | ------- | ------- | ------- | ------- | ------- | ------- | ------------ | ------------ | ------------ | ------------ | ------------ | ------------ | ------ | ------ | ------ | ------ | ------ | ------ | --- |
| 2. Bundesliga     | 26    | 17      | 3       | 3       | 11      | 14      | 34      | 17           | 3            | 5            | 9            | 18           | 38           | 34     | 6      | 8      | 20     | 32     | 72     | -40 |
| Coppa di Germania | -     | 0       | 0       | 0       | 0       | 0       | 0       | 1            | 0            | 0            | 1            | 1            | 2            | 1      | 0      | 0      | 1      | 1      | 2      | -1  |
| Totale            | 26    | 17      | 3       | 3       | 11      | 14      | 34      | 18           | 3            | 5            | 10           | 19           | 40           | 35     | 6      | 8      | 21     | 33     | 74     | -41 |

### Andamento in campionato
| Giornata  | 1 | 2  | 3  | 4  | 5  | 6  | 7  | 8  | 9  | 10 | 11 | 12 | 13 | 14 | 15 | 16 | 17 | 18 | 19 | 20 | 21 | 22 | 23 | 24 | 25 | 26 | 27 | 28 | 29 | 30 | 31 | 32 | 33 | 34 |
| --------- | - | -- | -- | -- | -- | -- | -- | -- | -- | -- | -- | -- | -- | -- | -- | -- | -- | -- | -- | -- | -- | -- | -- | -- | -- | -- | -- | -- | -- | -- | -- | -- | -- | -- |
| Luogo     | T | C  | T  | C  | T  | C  | C  | T  | C  | T  | C  | T  | C  | T  | C  | T  | C  | C  | T  | C  | T  | C  | T  | T  | C  | T  | C  | T  | C  | T  | C  | T  | C  | T  |
| Risultato | N | N  | N  | P  | P  | P  | P  | P  | N  | P  | V  | N  | V  | V  | P  | P  | P  | P  | N  | P  | P  | P  | P  | N  | V  | P  | P  | P  | P  | V  | N  | P  | P  | V  |
| Posizione | 9 | 13 | 13 | 16 | 18 | 18 | 18 | 18 | 17 | 18 | 17 | 17 | 17 | 14 | 15 | 16 | 16 | 17 | 17 | 17 | 17 | 17 | 18 | 17 | 17 | 17 | 17 | 17 | 18 | 17 | 17 | 17 | 17 | 17 |

Legenda:

Luogo: C = Casa; T = Trasferta. Risultato: V = Vittoria; N = Pareggio; P = Sconfitta.

### Statistiche dei giocatori
| Giocatore      | 2. Bundesliga | 2. Bundesliga | 2. Bundesliga | 2. Bundesliga | Coppa di Germania | Coppa di Germania | Coppa di Germania | Coppa di Germania | Totale   | Totale | Totale      | Totale     |
| Giocatore      | Presenze      | Reti          | Ammonizioni   | Espulsioni    | Presenze          | Reti              | Ammonizioni       | Espulsioni        | Presenze | Reti   | Ammonizioni | Espulsioni |
| -------------- | ------------- | ------------- | ------------- | ------------- | ----------------- | ----------------- | ----------------- | ----------------- | -------- | ------ | ----------- | ---------- |
| F. Ballas      | 3             | 0             | 0             | 0             | 0                 | 0                 | 0                 | 0                 | 3        | 0      | 0           | 0          |
| A. Barylla     | 28            | 1             | 2             | 0             | 1                 | 0                 | 0                 | 0                 | 29       | 1      | 2           | 0          |
| T. Baumgart    | 17            | 0             | 1             | 0             | 0                 | 0                 | 0                 | 0                 | 17       | 0      | 1           | 0          |
| G. Bussmann    | 17            | 1             | 3             | 0             | 0                 | 0                 | 0                 | 0                 | 17       | 1      | 3           | 0          |
| M. Cacutalua   | 14            | 0             | 1             | 0             | 0                 | 0                 | 0                 | 0                 | 14       | 0      | 1           | 0          |
| D. Carlson     | 28            | 0             | 6             | 0             | 1                 | 0                 | 1                 | 0                 | 29       | 0      | 7           | 0          |
| C. Fandrich    | 26            | 0             | 5             | 1             | 1                 | 0                 | 0                 | 0                 | 27       | 0      | 5           | 1          |
| R. Ferjani     | 0             | 0             | 0             | 0             | 0                 | 0                 | 0                 | 0                 | 0        | 0      | 0           | 0          |
| J. George      | 6             | 0             | 0             | 0             | 0                 | 0                 | 0                 | 0                 | 6        | 0      | 0           | 0          |
| O. Gnjatić     | 0             | 0             | 0             | 0             | 1                 | 0                 | 0                 | 0                 | 1        | 0      | 0           | 0          |
| S. Gonther     | 29            | 1             | 4             | 0             | 1                 | 0                 | 0                 | 0                 | 30       | 1      | 4           | 0          |
| B. Gueye       | 14            | 2             | 0             | 0             | 1                 | 0                 | 0                 | 0                 | 15       | 2      | 0           | 0          |
| J. Hochscheidt | 24            | 2             | 2             | 0             | 0                 | 0                 | 0                 | 0                 | 24       | 2      | 2           | 0          |
| S. Härtel      | 10            | 1             | 0             | 0             | 0                 | 0                 | 0                 | 0                 | 10       | 1      | 0           | 0          |
| N. Jeck        | 0             | 0             | 0             | 0             | 0                 | 0                 | 0                 | 0                 | 0        | 0      | 0           | 0          |
| A. Jonjic      | 25            | 6             | 5             | 0             | 1                 | 0                 | 0                 | 0                 | 26       | 6      | 5           | 0          |
| T. Kips        | 0             | 0             | 0             | 0             | 0                 | 0                 | 0                 | 0                 | 0        | 0      | 0           | 0          |
| P. Klewin      | 7             | 0             | 0             | 0             | 0                 | 0                 | 0                 | 0                 | 7        | 0      | 0           | 0          |
| N. Kühn        | 27            | 3             | 4             | 0             | 0                 | 0                 | 0                 | 0                 | 27       | 3      | 4           | 0          |
| J. Lang        | 2             | 0             | 0             | 0             | 0                 | 0                 | 0                 | 0                 | 2        | 0      | 0           | 0          |
| E. Majetschak  | 17            | 0             | 1             | 0             | 0                 | 0                 | 0                 | 0                 | 17       | 0      | 1           | 0          |
| A. Mance       | 8             | 0             | 1             | 0             | 0                 | 0                 | 0                 | 0                 | 8        | 0      | 1           | 0          |
| S. Messeguem   | 21            | 0             | 5             | 2             | 1                 | 0                 | 0                 | 0                 | 22       | 0      | 5           | 2          |
| M. Männel      | 27            | 0             | 0             | 0             | 1                 | 0                 | 0                 | 0                 | 28       | 0      | 0           | 0          |
| D. Nəzərov     | 30            | 4             | 8             | 0             | 1                 | 0                 | 0                 | 0                 | 31       | 4      | 8           | 0          |
| P. Owusu       | 12            | 2             | 6             | 1             | 0                 | 0                 | 0                 | 0                 | 12       | 2      | 6           | 1          |
| P. Riese       | 6             | 0             | 1             | 0             | 1                 | 0                 | 0                 | 0                 | 7        | 0      | 1           | 0          |
| S. Schreck     | 26            | 0             | 3             | 0             | 1                 | 0                 | 0                 | 0                 | 27       | 0      | 3           | 0          |
| F. Schädlich   | 0             | 0             | 0             | 0             | 0                 | 0                 | 0                 | 0                 | 0        | 0      | 0           | 0          |
| O. Sijarić     | 16            | 1             | 1             | 0             | 1                 | 0                 | 0                 | 0                 | 17       | 1      | 1           | 0          |
| J. Strauß      | 32            | 0             | 4             | 0             | 1                 | 0                 | 0                 | 0                 | 33       | 0      | 4           | 0          |
| N. Trujić      | 21            | 3             | 2             | 0             | 0                 | 0                 | 0                 | 0                 | 21       | 3      | 2           | 0          |
| B. Zolinski    | 26            | 4             | 7             | 0             | 1                 | 1                 | 0                 | 0                 | 27       | 5      | 7           | 0          |